# Nyron Wau
Nyron Wau (nacido el 24 de noviembre de 1982) es un futbolista internacional de Curazao que se desempeña en el terreno de juego como delantero extremo y mediocampista ofensivo; su actual equipo es el Dayton Dutch Lions de la USL Professional Division.

## Trayectoria
- PSV Eindhoven  2001-2005

- MVV Maastricht  2003-Préstamo

- Helmond Sport  2004-Préstamo

- RBC Roosendaal  2005-2006

- FC Den Bosch  2006-2008

- AGOVV Apeldoorn  2009-2010

- Dayton Dutch Lions  2011-presente